# روز قزوین
۹ شهریور ماه سالروز برگزیدن قزوین به عنوان پایتخت از سوی شاه تهماسب صفوی را روز قزوین می‌نامند.

## تصویب این نام
با تصویب شورای شهر قزوین این روز از روزشمار سالانهٔ ایران را با عنوان روز قزوین برگزیده‌اند.

## همایش
همایش قزوین با حضور سفیران کشورهایی که در زمان صفوی در این شهر حضور داشتند، برگزار می‌شود.

### برنامه‌ها
در این روز بازدید از موزه‌ها و اماکن سیاحتی رایگان بوده و نیز تورهای رایگان برای بازدید و گشت و گزار در شهر از سوی شهرداری برگزار می‌شود. نمایشگاه خوش نویسی، جشنواره موسیقی، نمایش‌های محلی، سینمای تابستانه و نمایشگاه صنایع دستی برگزار میشود عاشیق‌ها زندگی شاه تهماسب را به شکل آواز به زبان ترکی در همایش‌ها تعریف می‌کنند می‌توان اینها را از شاخص‌ترین آیین‌های روز قزوین برشمرد.
در این مدت شهرداری تلاش می‌کند آثار و بناهای تاریخی و قدمت این شهر را به مردم شهر و ایران معرفی کند.

#### مهم‌ترین برنامه‌های روز قزوین
– ۱۳۹۲ برگزاری اجلاس بین‌المللی شهر اسلامی

- ۱۳۹۴ مجمع شهرداران آسیایی در قزوین

## نگارخانه

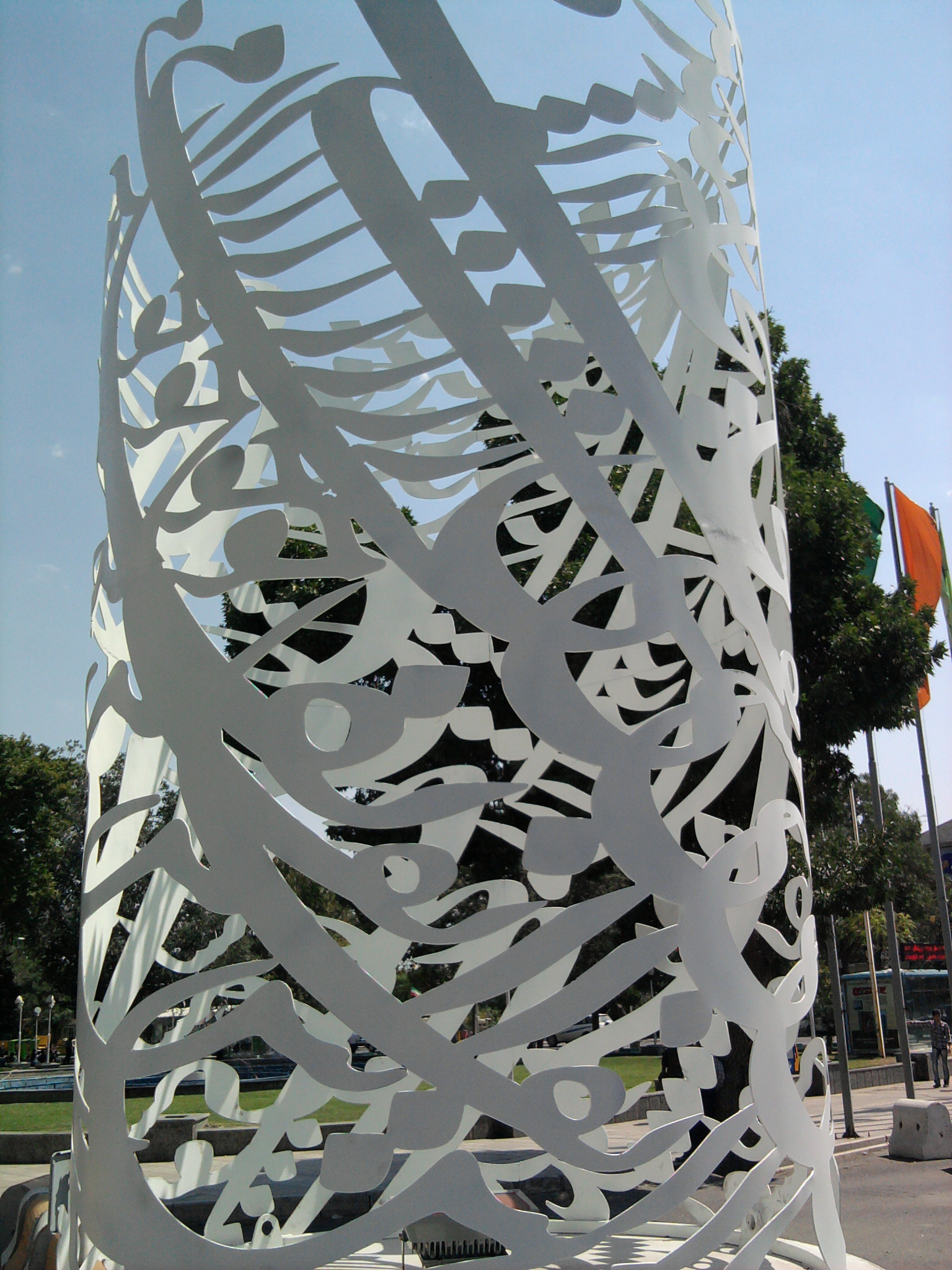
المان خوش‌نویسی به مناسبت روز قزوین